# Lysiteles
Genre
Lysiteles est un genre d'araignées aranéomorphes de la famille des Thomisidae.

## Distribution
Les espèces de ce genre se rencontrent en Asie.

## Liste des espèces
Selon World Spider Catalog (version 26, 18/05/2025) :
- Lysiteles ambrosii Ono, 2001
- Lysiteles amoenus Ono, 1980
- Lysiteles anchorus Zhu, Lian & Ono, 2004
- Lysiteles annapurnus Ono, 1979
- Lysiteles arcuatus Tang, Yin, Peng, Ubick & Griswold, 2008
- Lysiteles auriculatus Tang, Yin, Peng, Ubick & Griswold, 2008
- Lysiteles badongensis Song & Chai, 1990
- Lysiteles bhutanus Ono, 2001
- Lysiteles bicuspidatus Yu, Li & Jin, 2017
- Lysiteles boteus Barrion & Litsinger, 1995
- Lysiteles brunettii (Tikader, 1962)
- Lysiteles catulus Simon, 1895
- Lysiteles cibagou Wang & Mi, 2024
- Lysiteles clavellatus Tang, Yin, Peng, Ubick & Griswold, 2008
- Lysiteles conflatus Tang, Yin, Peng, Ubick & Griswold, 2008
- Lysiteles conicus Tang, Yin, Peng, Ubick & Griswold, 2007
- Lysiteles coronatus (Grube, 1861)
- Lysiteles corrugus Tang, Yin, Peng, Ubick & Griswold, 2008
- Lysiteles curvatus Tang, Yin, Peng, Ubick & Griswold, 2008
- Lysiteles davidi Tang, Yin, Peng, Ubick & Griswold, 2007
- Lysiteles dentatus Tang, Yin, Peng, Ubick & Griswold, 2007
- Lysiteles dianicus Song & Zhao, 1994
- Lysiteles digitatus Zhang, Zhu & Tso, 2006
- Lysiteles distortus Tang, Yin, Peng, Ubick & Griswold, 2008
- Lysiteles excultus (O. Pickard-Cambridge, 1885)
- Lysiteles falcifer Liu & Zhang, 2025
- Lysiteles fanjingensis Wang, Gan & Mi, 2020
- Lysiteles furcatus Tang & Li, 2010
- Lysiteles guiyang Pan & Yu, 2024
- Lysiteles guoi Tang, Yin, Peng, Ubick & Griswold, 2008
- Lysiteles himalayensis Ono, 1979
- Lysiteles huyilinae Lin & Li, 2023
- Lysiteles inflatus Song & Chai, 1990
- Lysiteles kunmingensis Song & Zhao, 1994
- Lysiteles leptosiphus Tang & Li, 2010
- Lysiteles lepusculus Ono, 1979
- Lysiteles linzhiensis Hu, 2001
- Lysiteles longensis R. Zhang & F. Zhang, 2023
- Lysiteles magkalapitus Barrion & Litsinger, 1995
- Lysiteles maius Ono, 1979
- Lysiteles mandali (Tikader, 1966)
- Lysiteles miniatus Ono, 1980
- Lysiteles minimus (Schenkel, 1953)
- Lysiteles minusculus Song & Chai, 1990
- Lysiteles montivagus Ono, 1979
- Lysiteles nanfengmian Liu, 2022
- Lysiteles niger Ono, 1979
- Lysiteles nudus Yu & Zhang, 2017
- Lysiteles okumae Ono, 1980
- Lysiteles parvulus Ono, 1979
- Lysiteles punctiger Ono, 2001
- Lysiteles qiuae Song & Wang, 1991
- Lysiteles saltus Ono, 1979
- Lysiteles silvanus Ono, 1980
- Lysiteles sorsogonensis Barrion & Litsinger, 1995
- Lysiteles spirellus Tang, Yin, Peng, Ubick & Griswold, 2008
- Lysiteles subdianicus Tang, Yin, Peng, Ubick & Griswold, 2008
- Lysiteles subspirellus Liu, 2022
- Lysiteles suwertikos Barrion & Litsinger, 1995
- Lysiteles tangi Wang & Mi, 2024
- Lysiteles torsivus Zhang, Zhu & Tso, 2006
- Lysiteles transversus Tang, Yin, Peng, Ubick & Griswold, 2008
- Lysiteles umalii Barrion & Litsinger, 1995
- Lysiteles uniprocessus Tang, Yin, Peng, Ubick & Griswold, 2008
- Lysiteles vietnamensis Logunov & Jäger, 2015
- Lysiteles wenensis Song, 1995
- Lysiteles wittmeri Ono, 2001

## Systématique et taxinomie
Ce genre a été décrit par Simon en 1895 dans les Thomisidae.

## Publication originale
- Simon, 1895 : Histoire naturelle des araignées. Paris, vol. 1, p. 761-1084 (texte intégral).